# Беркенхед
Бе́ркенхед Биркенхед (англ. Birkenhead) — город в графстве Мерсисайд Великобритании, входит в состав метрополитенского района (боро) Уиррел.

## География
Город Беркенхед находится на северо-западе Англии, на побережье Ирландского моря, у самой границы с Уэльсом. Лежит на левом берегу реки Мерси, на полуострове Уиррал напротив Ливерпуля, с которым соединён двумя автомобильными и одним железнодорожным туннелем. Входит в состав графства Мерсисайд (до 1974 года — в графство Чешир). Морской и речной порт, представляющий собой и сегодня важный транспортный центр. В городе сосредоточены также ряд крупных судостроительных предприятий.

## История
Основан в 1105 году. В 1150 году из Беркенхеда через реку Мерси был пущен первый паром. Приблизительно в то же время здесь был построен бенедиктинский монастырь, здание которого является самым старым в Беркенхеде.

## Население[1]
Численность населения города составляет 145 775 человек (на 2019 год). 
Динамика численности населения города по годам:
| 2001    | 2011    | 2019    |
| ------- | ------- | ------- |
| 138 270 | 142 968 | 145 775 |

| Этнический состав | Этнический состав | Этнический состав | Этнический состав | Этнический состав |
| ----------------- | ----------------- | ----------------- | ----------------- | ----------------- |
| белые             |                   |                   | 94,54 %           |                   |
| азиаты            |                   |                   | 2,12 %            |                   |
| чёрные            |                   |                   | 0,22 %            |                   |
| арабы             |                   |                   | 0,05 %            |                   |
| цветные           |                   |                   | 1,04 %            |                   |
| другие            |                   |                   | 0,11 %            |                   |

| Конфессиональный состав | Конфессиональный состав | Конфессиональный состав | Конфессиональный состав | Конфессиональный состав |
|                         |                         |                         | Процент                 |                         |
| ----------------------- | ----------------------- | ----------------------- | ----------------------- | ----------------------- |
| христиане               |                         |                         | 68,6 %                  |                         |
| ислам                   |                         |                         | 0,73 %                  |                         |
| индуизм                 |                         |                         | 0,21 %                  |                         |
| сикхизм                 |                         |                         | 0,1 %                   |                         |
| иудаизм                 |                         |                         | 0,07 %                  |                         |
| буддизм                 |                         |                         | 0,32 %                  |                         |
| др.религии              |                         |                         | 0,23 %                  |                         |
| атеисты                 |                         |                         | 21,21 %                 |                         |

## Достопримечательности
Достопримечательностью города является один из старейших в Англии трамваев, действующий с 1860 года. Несколько двухэтажных раритетных вагонов курсируют и сейчас.

## Города-побратимы
- Женвилье, Франция
- Лорьян, Франция
- Латина, Италия
- Мидленд, США